# Suez (província)
Suez (em árabe: محافظة السويس‎; romaniz.: Muhāfaza as-Suwais) é uma província (moafaza) do Egito sediada em Suez. Possui 9 002 quilômetros quadrados e segundo censo de 2018, havia 743 193 habitantes.